# رباعية الأسنان (موسيقى)

نغمة رباعية الأسنان.

رباعية الأسنان رمز موسيقي يكتب على المدرج الموسيقي للدلالة على مدة نغمة، وتساوي 1/64 من قيمة المستديرة، ونصف مدة ثلاثية الأسنان.